# Bato III de Cirene
Bato III de Cirene, apodado el Cojo (en griego, Βάττος ο Χωλός) fue el quinto rey griego de Cirenaica, miembro de la dinastía de los batiadas.
Bato era el único hijo del rey Arcesilao II y de la reina cirenaica Eryxo. Su abuelo paterno fue el tercer rey de la dinastía, Bato II, mientras que su abuela paterna se desconoce. Sus abuelos maternos fueron la princesa Critola y un noble de nombre desconocido que fue asesinado por Learco (el rival de Arcesilao II) en 550 a. C. Bato II y Critola eran hermanos, hijos del rey Arcesilao I. Su abuelo paterno fue el primer rey de la dinastía Bato I.
Bato recibió el sobrenombre de el Cojo por un problema de nacimiento en su pierna. Bato fue proclamado rey en 550 a. C. por su tía materna Poliarco, cuando su tío y su madre Eryxo lograron matar a Learco, que a su vez había matado a Arcesilao II en un intento por convertirse en rey.
Durante su reinado, Bato se dio cuenta de que Cirenaica se había convertido en un estado inestable, debido a la inestabilidad de las relaciones con los libios, con el faraón egipcio Amosis II y el intento de Learco de destronar a la dinastía reinante. Visitó el oráculo de Delfos en busca de consejo y consultó a las sacerdotisas sobre qué era lo que debía hacer en su reino. Las sacerdotisas le aconsejaron visitar Mantinea, en Arcadia, y pedir ayuda a una persona llamada Démonax, que podía ayudarle a reformar la constitución cirenaica. Démonax era una persona muy distinguida en Mantinea, en dónde ocupaba un cargo importante.
Bato volvió a Cirene con Démonax, que se dedicó a la reforma de la constitución. Dividió Cirenaica en tres grupos de ciudadanos:
- Griegos de Tera (actual Santorini).
- Griegos del Peloponeso y de Creta.
- Griego de las demás islas del Egeo.

Démonax creó un Senado que controlaría Cirenaica. Los miembros del senado eran representantes de los tres grupos, y el rey era el presidente de la cámara. En la nueva constitución se reducían los poderes, responsabilidad y autoridad del rey, aunque la monarquía se mantenía y el rey era el único responsable y el único capaz de entregar tierras a los ciudadanos, así como de los deberes y cargos religiosos. Se sabe que la constitución debió ser parecida a la de Esparta, y que Démonax nombró a éforos (una especia de jueces) y que creó una policía formada por 300 hombres cuya labor era patrullar y proteger Cirenaica.
Para mayor protección del estado frente a la amenaza libia, Bato firmó una alianza con Amosis II. Amosis contrajo matrimonio con la hija de Bato, Ladice, en algún momento posterior a 548 a. C.
Bato reinó hasta su muerte, en 530 a. C., y fue enterrado cerca de sus ancestros paternos. Fue sucedido en el trono por su hijo, Arcesilao III.